# تیکو (ویرایشگر نوشتاری)
تیکو (انگلیسی: TECO) (در ابتدا مخفف ویرایش‌گر نوار و اصلاح‌گر (Tape Editor and COrrector) بعدها ویرایش‌گر متنی و اصلاح گر (Text Editor and COrrector) و پس از آن ویرایشگر متنی نویسه‌گرا (Text Editor Character Oriented)) ویرایش‌گر متن که در ابتدا مؤسسه فناوری ماساچوست در دههٔ ۱۹۶۰ توسعه داده می‌شد. تیکو والد مستقیم ایمکس است که در ابتدا در ماکروهای تیکو پیاده‌سازی شده بود.